# Tipula (Schummelia) pendleburyi
Tipula (Schummelia) pendleburyi is een tweevleugelige uit de familie langpootmuggen (Tipulidae). De soort komt voor in het Oriëntaals gebied.